# Kraków Swoszowice
Kraków Swoszowice – przystanek osobowy, dawniej stacja kolejowa w Krakowie, w województwie małopolskim.

## Ruch pasażerski
| Rok  | Wymiana pasażerska na dobę |
| ---- | -------------------------- |
| 2017 | 20–49                      |
| 2022 | 50–99                      |

W 2018 kolej rozpoczęła prace zmierzające do utworzenia na stacji węzła przesiadkowego z parkingiem Park&Ride, przystankami dla busów i autobusów, remontu budynku stacji oraz – w przypadku pozyskania dofinansowania – zastąpienia przejazdu przy ulicy Kąpielowej wiaduktem nad torami. W marcu 2022 wyremontowany dworzec został oddany do użytku.

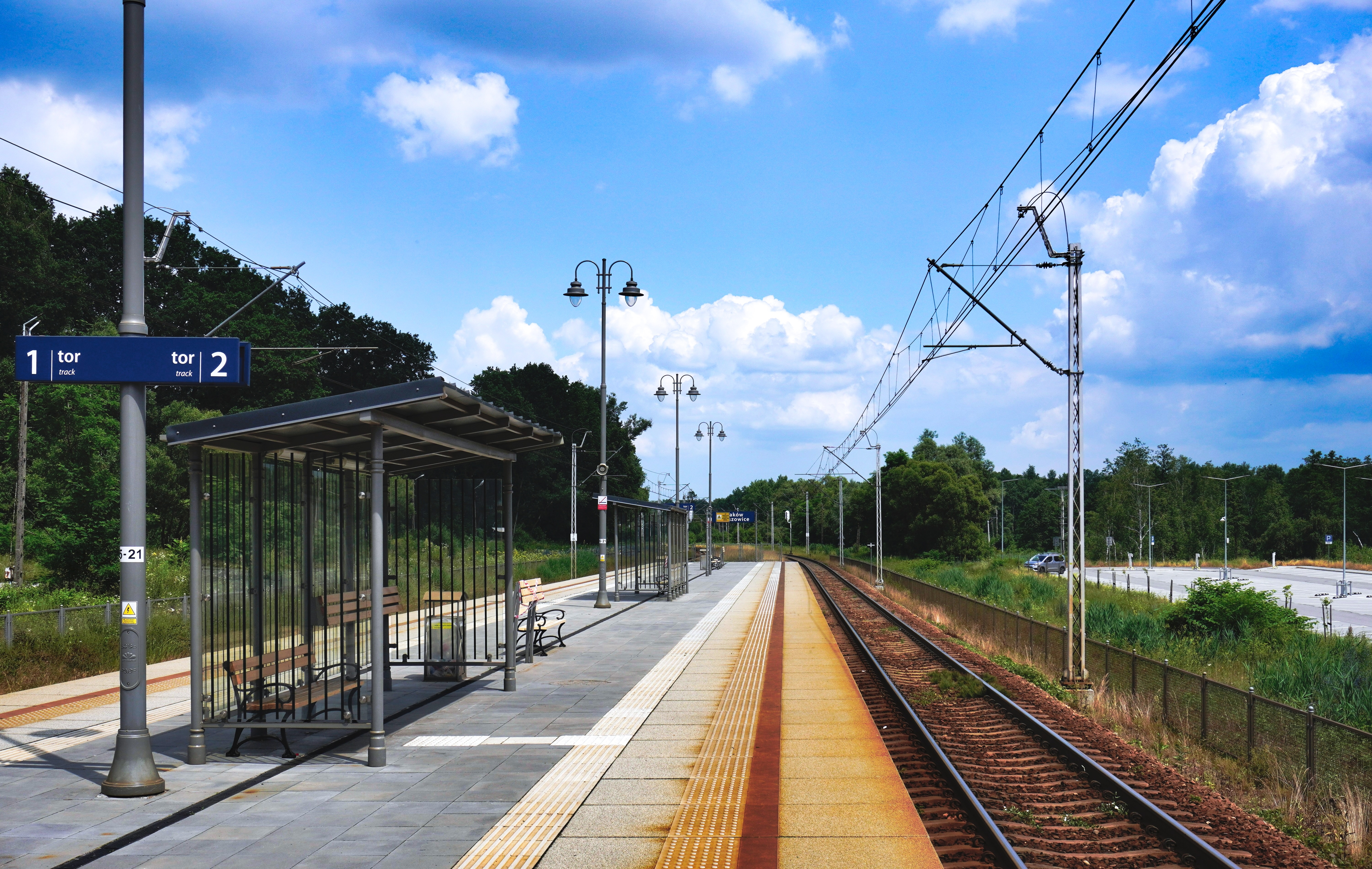
Peron przystanku, widok na północny wschód
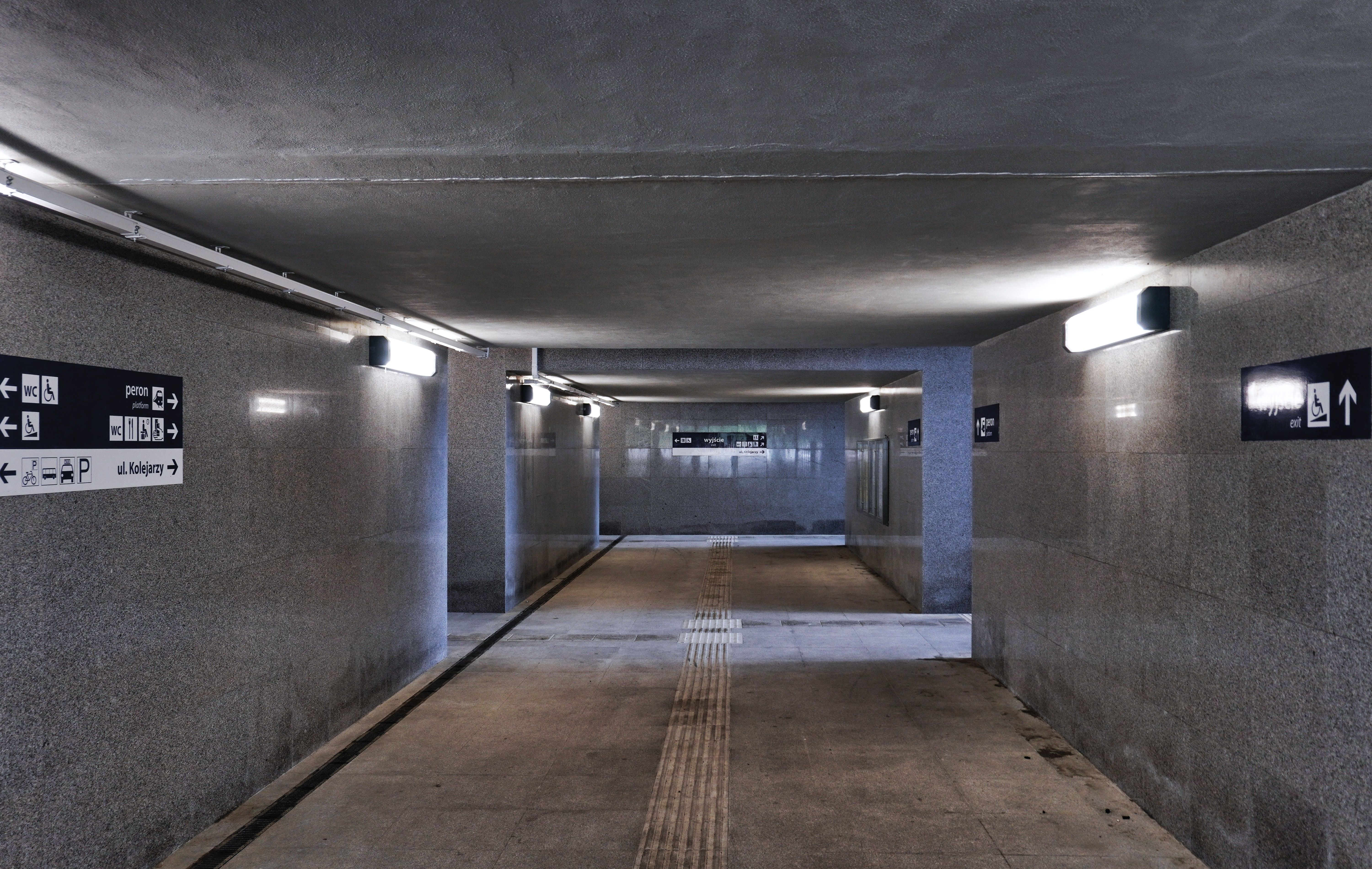
Przejście podziemne